# 三一国际礼拜堂

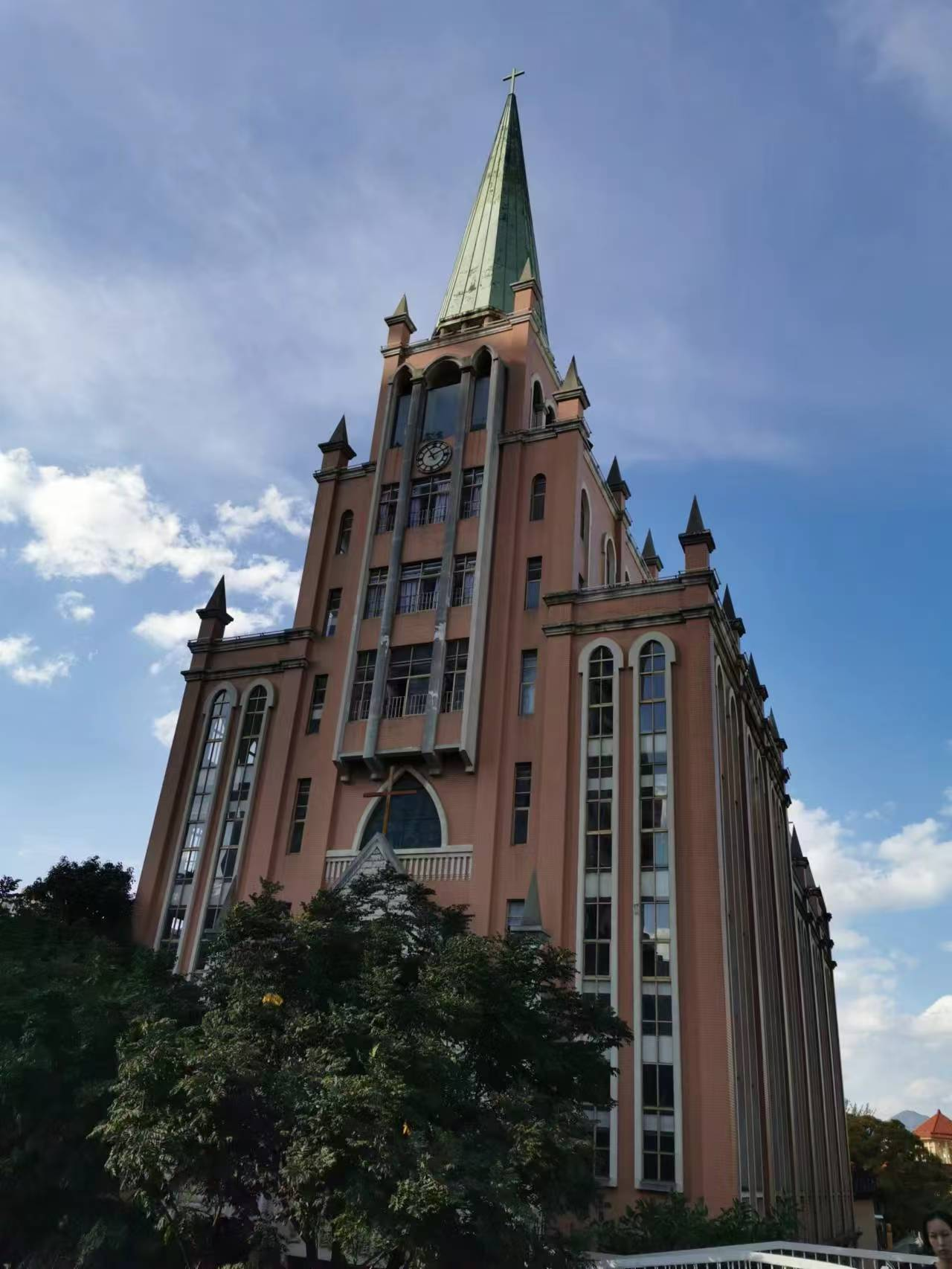

三一国际礼拜堂原名三一圣堂，是中国云南省昆明市最重要的一座基督教堂，云南省基督教两会所在地，位于昆明市五华区人民中路188号。
该堂原为内地会三一圣堂，原址位于武成路218号。1894年，内地会在昆明武成路中和巷购置房产，设立教堂。1897年传教士被迫离境。1901年内地会云南区监督麦加第重返昆明，1903年用赔款9500两，重建被毁的武成路中和巷教堂，于1904年建成，建筑面积850平方米，可容纳四、五百人。
1963年，云南省基督教三自爱国运动委员会成立，设于三一圣堂。此后该堂即为云南基督教两会驻地。文化大革命期间，教堂关闭。1984年12月，三一圣堂恢复礼拜。1997年2月，因拓宽道路，三一圣堂被拆除。拆除后八年时间内，信徒租用电影院礼拜。2003年6月22日，新教堂举行奠基典礼，2004年12月12日举行开堂感恩礼拜，更名为“三一国际礼拜堂”。